# Margreta Elkins
Margreta Elkins, AO, Margaret Ann Enid Geater de soltera, (Brisbane, Austràlia, 16 d'octubre de 1930  – Brisbane, 1 d'abril de 2009) fou una mezzosoprano australiana. Va cantar a la companyia The Royal Opera (Royal Opera House) i amb la Òpera Australiana, entre d'altres. Va rebutjar ofertes del Metropolitan Opera de Nova York, del Festival de Bayreuth i del de Glyndebourne. Va fer enregistrament acompanyada de sopranos com ara Maria Callas i Joan Sutherland.

## Primers any de vida i carrera inicial: 1930–1955
Va començar els seus estudis vocals a una escola conventual abans de guanyar una beca estatal australiana l'any 1949. Aquell mateix any es va casar amb Henry Elkins i va adoptar com a nom escènic el de Margreta Elkins. Aquell mateix any va competir en el concurs Mobil Quest en oposició a Joan Sutherland (Sutherland fou la guanyadora l'any 1950). El 1950 Margreta va fer una gira per Queensland i va aparèixer en Faust de Charles Gounod com a Siébel; en Il trovatore de Giuseppe Verdi com a Azucena; i en Madama Butterfly de Giacomo Puccini com a Suzuki. El 1952 va ser contractada per la Companyia Nacional d'Òpera d'Austràlia, debutant a Brisbane en l'òpera Carmen de Georges Bizet el 1953 i com a Azucena el 1954. Va entrar al Mobil Quest un altre cop el 1956, guanyant el segon premi.

## Èxit internacional: 1956–1969
Va marxar a Europa el 1956, un continent on va viure al llarg dels següents vint anys. Va començar la seva carrera europea actuant amb la Societat Gran Òpera de Dublín i amb la Companyia d'Òpera Carl Rosa de l'empresari Carl Rosa, en papers com ara el de títol de Carmen i el de Dorabella de Così fan tutte de Wolfgang Amadeus Mozart. El 1958, esdevingué la principal mezzosoprano del Royal Opera House de Londres, fent el seu debut en el paper d'Amneris d'Aida de Verdi. Va cantar regularment en aquell teatre els següents deu anys en òperes com ara Lucia di Lammermoor de Gaetano Donizetti en el paper d'Alisa; Der Rosenkavalier de Richard Strauss com a Octavian; Die Walküre de Richard Wagner com a Sieglinde; i en The Growing Castle de Malcolm Williamson com el Poeta, entre d'altres. Va cantar Hippolyta en l'estrena londinenca de A Midsummer Night's Dream de Benjamin Britten (1961), dirigida per Sir John Gielgud, i va crear el paper d'Helena en l'estrena mundial de King Priam de Michael Tippett el 29 de maig de 1962 en Coventry. Entre altres representacions d'òpera a las quals va participar, va treballar com a Herodias en Salome de Richard Strauss, com a Maffio Orsini en Lucrezia Borgia de Donizetti, com a Brangäne en Tristan und Isolde de Wagner i com a Dalila en Samson et Dalila de Camille Saint-Saëns.
Elkins vau col·laborar freqüent amb Joan Sutherland en actuacions a Londres, compartint escenari amb ella a Norma de Vincenzo Bellini, fent Elkins el paper d'Adalgisa; Alcina de Georg Friedrich Händel en el de Ruggiero; Rodelinda, també de Händel, en el de Bertarido; i fent d'Alisa en Lucia de Lammermoor. Elkins va cantar també aquest paper d'Alisa al costat de la soprano Maria Callas en l'enregistrament de 1959 de l'òpera Lucia di Lammermoor, sota la direcció de Tullio Serafin. Callas havia sentit Elkins assajar i la va escollir per a cantar el paper d'Alisa per l'enregistrament del segell EMI. Elkins i Sutherland van treballar plegades un cert nombre d'enregistraments d'estudi d'òperes completes, dirigides per Richard Bonynge, marit de la Sutherland, pel segell Decca Rècords. Amb ells va fer la gira australiana de 1965, contractada per la Companyia d'Òpera Sutherland-Williamson.
El novembre de 1964 Elkins va aparèixer acompanyada de Noël Covard, Margot Fonteyn i altres artistes en l'homenatge pel 90è aniversari de Sir Winston Churchill. Fou en aquella època quan va declinar una oferta per aparèixer al Metropolitan Opera de Nova York, segons ella perquè no li va agradar el paper que li proposaven. Feia poc que rebutjat una oferta per cantar al Festival de Glyndebourne, per raons contractuals. Tanmateix, Elkins va fer aparicions al Teatro San Carlo de Nàpols, al Teatro Carlo Felice de Venècia, al Gran Teatre del Liceu de Barcelona, a més de amb la Companyia d'Òpera de Boston i a l'Òpera de Nova Orleans, tot al llarg de la dècada del 1960 i de la del 1970. També va cantar en dues funcions amb la Companyia Lírica d'Òpera de Filadèlfia, fent els papers de Siébel el 1965 i d'Adalgisa el 1968, totes dues aparicions amb Joan Sutherland.
Al Teatro Real de Madrid va interpretar el febrer de 1971, en versió concert, l'òpera Norma de Bellini, acompanyant a Montserrat Caballé en una sessió amb l'Orquestra i Cors de la RTVE dirigida per Enrique García Asensio i amb els cors dirigits per Albert Blancafort.
Al Gran Teatre del Liceu va interpretar les òperes Norma (febrer de 1973) i Cosè fan tutte (gener de 1974).

## Anys finals de carrera i de vida: 1970–2009
El 1970 Elkins va tenir una filla: Emma. Després del naixement de la seva filla va decidir limitar significativament les seves actuacions fora d'Austràlia i destinar el seu temps a actuacions al seu país. Va fer una gira de recitals per Austràlia amb la Australian Broadcasting Corporation (ABC) i va esdevenir un dels membres principals de l'Òpera Australiana (Australian Opera, AO) el 1976. Aquell any va declinar una oferta per cantar al Festival de Bayreuth per raons familiars. No obstant, ella es considerava wagneriana i la seva interpretació de Sieglinde de Die Walküre per l'Australian Opera li semblava el punt més destacat de la seva carrera. Va deixar AO el 1980. Va enregistrar Sea Pictures d'Edward Elgar amb l'Orquestra Simfònica de Queensland el 1983, un enregistrament que és sovint comparat favorablement amb el de Janet Forner.
L'11 de juny de 1984, Elkins va ser nomenada Membre de l'Orde d'Austràlia (AM) pels seus serveis en el món de l'òpera. Va donar classes de vocalització al Conservatori de Queensland i va ser professora a l'Acadèmia Hong Kong d'Arts Escèniques. Va rebre el doctorat honoris causa de la Universitat de Queensland el 1986.
El 1990 va aparèixer en el paper d'Azucena d'Il trovatore amb la Òpera Lírica de Queensland. El 2002 va retornar un cop més als escenaris, fent el paper de Mamma Lucia de Cavalleria rusticana de Pietro Mascagni amb l'Òpera de Queensland, una companyia a la qual fou membre honorífic de per vida. Va morir a Brisbane a causa d'un càncer l'any 2009, deixant marit i filla.

## Enregistraments
- Margreta Elkins – The Classic Recordings (1983) ABC 461 922-2 – Rosina (William Shield), Sea Pictures (Edward Elgar), "The Altar is adorned for the Sacrifice" de The Growing Castle (Malcolm Williamson); Queensland Symphony Orchestra, Werner Andreas Albert

Vincenzo Bellini
- I puritani – Joan Sutherland (Elvira), Margreta Elkins (Enrichetta di Francia), Pierre Duval (Arturo Talbot); Piero de Palma (Sir Bruno Robertson), Renato Capecchi (Sir Riccardo Forth), Ezio Flagello (Sir Giorgio), Giovanni Fioiani (Lord Gualtiero Valton), Cor del Maggio Musicale Fiorentino, Orquestra del Maggio Musicale Fiorentino, Richard Bonynge (director) –enregistrar el 1963– Decca 448 969-2 / Decca 467 789-2 (part de un conjunt de 10-CDs) / London POCL 3965-7
- La sonnambula – Joan Sutherland (Amina), Sylvia Stahlman (Lisa), Margreta Elkins (Teresa), Nicola Monti (Elvino), Angelo Mercuriali (Notary), Fernando Corena (Rodolfo), Giovanni Fioiani (Alessio), Cor del Maggio Musicale Fiorentino, Orquestra del Maggio Musicale Fiorentino, Richard Bonynge, enregistrat el 1962 – Decca 00289 448 9662 6 / 000320702 / 455 823-2 – Llistat de pistes d'àudio
- Beatrice di Tenda [sense Elkins] amb àries de Norma, I puritani (intèrprets indicats més amunt) i La sonnambula (ídem), amb Elkins – Decca 00289 433 7062 2 – Llistat de pistes d'àudios
- Norma – Joan Sutherland (Norma), Margreta Elkins (Adalgisa), Ronald Stevens (Pollione), Clifford Grant (Oroveso), Etela Piha (Clotilde), Trevor Brown (Flavio), The Opera Australia Chorus, The Elizabethan Sydney Orchestra, Richard Bonynge, enregistrat el 1978 – DVD Arthaus Musik 100 180

Giovanni Bononcini
- Griselda – Lauris Elms (Griselda), Joan Sutherland (Ernesto), Monica Sinclair (Gualtiero), Margreta Elkins (Almirena), Spiro Malas (Rambaldo), Ambrosian Opera Chrous, Orquestra Filharmònica de Londres, Richard Bonynge, enregistrat el 1967. Decca 448 977-2 (comercialitzat conjuntament amb Montezuma)

Gaetano Donizetti
- Emilia di Liverpool [sense Elkins] / Lucia di Lammermoor (extracte) – Joan Sutherland (Lucia), Margreta Elkins (Alisa), Joao Gibin (Edgardo), Tullio Serafin (director). Enregistrar el 26 de febrer de 1959 – Myto Records MCD 91545
- Lucia di Lammermoor (extractes) – Maria Callas (Lucia), Ferruccio Tagliavini, Piero Cappuccilli, Bernard Ładysz, Leonard del Ferro, Margreta Elkins (Alisa), Renzo Casellato, Philharmonia Chorus London, Philharmonia Orchestra London, Tullio Serafin, enregistrat el 1959 – EMI
- Lucia di Lammermoor – Joan Sutherland (Lucia), João Gibin (Edgardo), John Shaw (Enrico), Joseph Rouleau (Raimondo), Kenneth MacDonald (Arturo), Margreta Elkins (Alisa), Robert Bowman (Normanno), Chorus & Orchestra of the Royal Opera House, Covent Garden, Tullio Serafin, recorded 1959 – Golden Melodram GM 50024 o Giuseppe di Stefano GDS 21017 o Bella Voce BLV 107 218 (extractes). Edició 2006: Royal Opera House Heritage Series ROHS 002.
- Lucia di Lammermoor – Joan Sutherland (Lucia), André Turp (Edgardo), John Shaw (Enrico), Joseph Rouleau (Raimondo), Kenneth MacDonald (Arturo), Margreta Elkins (Alisa), Edgar Evans (Normanno), Chorus & Orchestra of the Royal Opera House, Covent Garden, John Pritchard, enregistrat el 1961 – Celestial Audio CA 345
- Lucrezia Borgia – Joan Sutherland (Lucrezia Borgia), Ronald Stevens (Gennaro), Margreta Elkins (Maffio Orsini), Richard Allman (Don Alfonso), Robin Donald (Jacopo Liveretto), Lyndon Terracini (Don Apostolo Gazella), Gregory Yurisich (Ascanio Petrucci), Lamberto Furlan (Oloferno Vitellozzo), Pieter Van der Stolk (Gubetta), Graeme Ewer (Rustighello), John Germain (Astolfo), Neville Grave (Un servo), Eddie Wilden (Un coppiere), Jennifer Bermingham (Principessa Negroni), Australian Opera Chorus, Sydney Elizabethan Orchestra, Richard Bonynge, enregistrat el 1977. VHS Video Cassette – Castle Video CV2845 (PAL); Polygram-Vidéo 070 031-3 (SECAM) Polygram 079 261-3 (PAL)
- Maria Padilla – Christian du Plessis, Margreta Elkins, Janet Price, Malcolm King, Patricia Sabin, Gunnar Drago, Ian Caley, Bournemouth Sinfonietta, Opera Rara Chorus, Kenneth Montgomery – Opera D'oro 1416
- Maria Stuarda – Joan Sutherland (Maria), Huguette Tourangeau (Elisabeta), Luciano Pavarotti (Leicester), Roger Soyer (Talbot), Margreta Elkins (Anna), James Morris (Cecil), Coro del Teatro Comunale di Bologna, Orchestra del Teatro Comunale di Bologna, Richard Bonynge, enregistat el 1975 – Decca 00289 425 4102 / Lyrica LRC 1040/1041 – Llistat de pistes
- Ne M'oubliez Pas amb cançons d'Imelda de' Lambertazzi, Dom Sébastien, Gianni di Parigi, Roberto Devereux, Il diluvio universale – Margreta Elkins, Alexander Oliver, Christian du Plessis, Geoffrey Mitchell Choir, Philharmonia Orchestra, James Judd – Opera Rara ORC4 – Elkins és la principal protagonista de les pistes d'aquest CD.

Charles Gounod
- Faust – Joan Sutherland (Marguerite), Franco Corelli (Faust), Nicolai Ghiaurov (Méphistophélès), Robert Massard (Valentin), Margreta Elkins (Siébel), Monica Sinclair (Marthe), Raymond Myers (Wagner), Ambrosian Opera Chorus and Highgate School Choir, Orquestra Simfònica de Londres, Richard Bonynge (director) Decca 0289 4705632 4 (2002 alliberament) / 421 240-2 (edició 1991) / 467 059-2 / London POCL 3962-4. Llistat de pistes

George Frideric Handel
- Alcina – Joan Sutherland (Alcina), Margreta Elkins (Ruggiero), Lauris Elms (Bradamante), Richard Greager (Oronte), Narelle Davidson (Morgana), Ann-Maree McDonald (Oberto), John Wegner (Melisso), Cors i Orquestra de l'Australian Opera, Richard Bonynge, enregistrat el 1983. Celestial Audio CA 112
- Alcina [sense Elkins] i Giulio Cesare in Egitto (extractes) – Margreta Elkins (Giulio Cesare), Joan Sutherland (Cleopatra), Marilyn Horne (Cornelia), Monica Sinclair (Tolomeo), Richard Conrad (Sesto), New Symphonic Orchestra of London, Richard Bonynge – Decca 00289 433 7232 / 467063-2 / 467 067-2 – Llistat de pistes
- Rodelinda – Alfred Hallett (Grimoaldo), Raimund Herincx (Garibaldo), Joan Sutherland (Rodelinda), Janet Baker (Eduige), Margreta Elkins (Bertarido), Patricia Kern (Unolfo), Chandos Singers, Philomusica Antiqua Orchestra, Charles Farncombe. Versió en anglès enregistrada el 24 de juny de 1959. – Opera D'oro OPD 1189 (2 CDs) o Memories HR 4577–4578 o Living Stage LS 403 35147 (extractes).
- Rodelinda – Joan Sutherland (Rodelinda), Huguette Tourangeau (Bertarido), Eric Tappy (Grimoaldo), Margreta Elkins (Eduige), Cora Canne-Meijer (Unolfo), Pieter Van Den Berg (Garibaldo), Netherlands Chamber Orchestra, Richard Bonynge. Enregistrat el 30 de juny de 1973 – Bella Voce BLV 10 7206.

Wolfgang Amadeus Mozart
- Idomeneo – Sergei Baigildin (Idomeneo), Margreta Elkins (Idamante), Henri Wilden (Arbace), Leona Mitchell (Ilia), Joan Sutherland (Elettra), Australian Opera Chorus, Sydney Elizabethan Orchestra, Richard Bonynge, enregistrat el 1979. Gala GLH 826 (extractes) i Celestial Audio CA 060 (extractes)

Giuseppe Verdi
- Otello "Piangea cantando" en Great Moments Of Elisabeth Schwarzkopf – EMI Classics 00289 470 0262 / 67634

Richard Wagner
- Die Walküre – Birgit Nilsson, Jon Vickers, London Symphony Orchestra, Erich Leinsdorf – Decca 00289 470 4432 1 – Elkin en el paper de Waltraute – Llistat de pistes

Elkins està present també en molts CDs recopilatoris d'alguns dels fragments de les òperes indicades més amunt.
Nota: Els números de catàleg poden variar entre països.